# Vlag van Medelpad

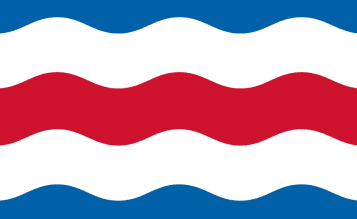
Vlag van Medelpad

De vlag van Medelpad is de vlag van Medelpad, een landschappen in Zweden. De vlag bestaat uit gemiddelde golven zijn vier keer gedeeld door blauw, wit, rood, wit en blauw. De witte golven stellen respectievelijk de rivieren Indalsälven en Ljungan voor. Het is een rechthoekige banier van het wapen van deze Zweedse landschap.
Het oudste wapen van Medelpad, uit de begrafenisstoet van Gustaaf Wasa in 1560, toont een lopende zwarte bever in een zilveren veld. De bever was een belangrijke prooi voor de jacht in de regio. Na verloop van tijd vond men echter dat de bever gemakkelijk kon worden verward met het oudere wapen van Värmland, dat een veelvraat toonde, en daarom werd het wapen al in de jaren 1570 veranderd in het huidige wapen met "stromen".